# Mündü
Das Mündü (Mondo) ist eine ubangische Sprache des Südsudan, die auch von einigen tausend Personen in der Demokratischen Republik Kongo gesprochen wird. 
Sie wird von etwa 23.000 Personen im Südsudan im Vilayet Western Equatoria zwischen Yei und Maridi sowie von etwa 2.800 Personen in der Demokratischen Republik Kongo gesprochen. 
Die Sprache verwendet das lateinische Alphabet und hat mehrere Dialekte.